# Alissonotum rangunense
Alissonotum rangunense är en skalbaggsart som beskrevs av Gilbert John Arrow 1910. Alissonotum rangunense ingår i släktet Alissonotum och familjen Dynastidae. Inga underarter finns listade i Catalogue of Life.